# Diocèse de Sora-Cassino-Aquino-Pontecorvo
Le diocèse de Sora-Cassino-Aquino-Pontecorvo (en latin : Dioecesis Sorana-Cassinensis-Aquinatensis-Pontiscurvi ; en italien : Diocesi di Sora-Cassino-Aquino-Pontecorvo) est un diocèse de l'Église catholique en Italie sous exemption et appartenant à la région ecclésiastique du Latium.

## Territoire
Le diocèse est à cheval sur trois provinces : la plus grande partie est dans la province de Frosinone, l'autre partie de cette province étant partagé par l'archidiocèse de Gaète et les diocèses de Frosinone-Veroli-Ferentino et d'Anagni-Alatri. Une autre partie est dans la province de L'Aquila dont les autres fractions sont partagés par l'archidiocèse de L'Aquila et les diocèses de Sulmona-Valva et d'Avezzano. Il possède également une petite partie de la province de Caserte dont l'autre partie est partagé par l'archidiocèse de Capoue et les diocèses d'Isernia-Venafro, de Teano-Calvi, de Cerreto Sannita-Telese-Sant'Agata de' Goti, d'Alife-Caiazzo, d'Aversa et de Sessa Aurunca.
Son territoire a une superficie de 1 426 km2 divisé en 91 paroisses regroupées en 8 archidiaconés. L'évêché est dans la ville de Sora où se trouve la cathédrale de l'Assomption. Le diocèse possède trois cocathédrales : la cathédrale de l'Assomption et de saint Benoît (it) de Cassino, la cathédrale saint Constance et saint Thomas d'Aquino et la cathédrale de saint Barthélemy de Pontecorvo.

## Histoire
Le diocèse actuel est fondé le 30 septembre 1986 par la fusion des trois diocèses de Sora, Aquino et Pontecorvo par le décret Instantibus votis de la congrégation pour les évêques.

### Diocèse d'Aquino et Pontecorvo
La diffusion du christianisme à Aquino et sur son territoire est incertaine. Certes, il existe une communauté chrétienne d’aquinaise entre la fin du IVe siècle et le début du Ve siècle, comme en témoignent les poèmes de saint Paulin de Nole, qui parlent de groupes de pèlerins venus à Nola pour vénérer les reliques de saint Félix de Nole.
Le diocèse d'Aquino est attesté pour la première fois dans la seconde moitié du Ve siècle. Le premier évêque connu est Constantin, présent au concile de Rome (it) organisé en 465 par le pape Hilaire et au concile de Latran célébré en 487 par le pape Félix III. Son successeur, Asterio, qui participe aux conciles convoqués par le pape Symmaque. Le troisième évêque nommé est saint Constance d'Aquin (it), patron du diocèse, qui a vécu vers le milieu du VIe siècle et dont Grégoire Ier parle dans ses Dialogues, à l'instar de ses deux successeurs immédiats, Andrea et Giovino. Le pontife lui-même rapporte qu'après Giovino, le diocèse aquinais reste vacante, ce qui coïncide avec l'invasion lombarde de la région. Les vacances du siège durent longtemps, car les évêques ne sont plus connus jusqu'au Xe siècle. En 966, Aquino figure dans la liste des diocèses suffragants du siège métropolitain de Capoue établie par le pape Jean XIII ; néanmoins cette suffrageance reste éphémère car au siècle suivant les évêques d'Aquino apparaissent consacrés par les papes de Rome, comme Martino en 1060 et Leone en 1074.
L'histoire de la cathédrale d'Aquino et de ses divers lieux est complexe. Une première cathédrale, dédiée à saint Pierre, est située dans le capitolium de la ville antique qui est documentée pour la première fois en 1094. On connaît également une deuxième cathédrale, dédiée à saint Constance au XIIe siècle et une troisième à saint Pierre au XVIe siècle ; une quatrième cathédrale est construite au début du XVIIIe siècle par l'évêque Giuseppe De Carolis et détruite lors du bombardement de 1944 ; la cathédrale actuelle est reconstruite au même endroit que la précédente et consacrée le 19 octobre 1959. À partir de Flaminio Filonardi (1579-1608), les évêques d’Aquino élisent domicile à Pontecorvo en raison de l’air malsain de l'Aquino et de l’absence d’un palais épiscopal. Le 16 janvier 1581, Filonardi organise le premier synode diocésain dans la collégiale de San Bartolomeo di Pontecorvo afin de mettre en œuvre les réformes souhaitées par le concile de Trente et ouvre le séminaire le 17 novembre 1583. D'autres synodes sont célébrés par les évêques Francesco Antonio Spadea en 1744 et 1747 et par Giacinto Sardi en 1785.
Le 23 juin 1725, par la bulle  In excelsa, le pape Benoît XIII érige le diocèse de Pontecorvo qui est uni aeque principaliter au diocèse d'Aquino. Jusqu'à la première moitié du XIXe siècle, c'est le chapitre de la cathédrale d'Aquino qui nomme le vicaire capitulaire de Pontecorvo, privilège concédé par le pape Grégoire XVI. La cathédrale de Pontecorvo, documentée pour la première fois en 1052, est détruite lors de la Seconde Guerre mondiale. La nouvelle, construite après la guerre, est élevée au rang de basilique mineure par le pape Pie XII en 1958. Avec l'élévation de Pontecorvo en siège épiscopal, les évêques d'Aquino transfèrent leur siège à Roccasecca, privilège accordé par le pape Benoît XIV par un bref apostolique du 22 août 1742 ; le palais épiscopal et le nouveau séminaire sont construits dans la même ville. Le 25 avril 1973, par la lettre apostolique Cum Sanctus Thomas Aquinas, le pape Paul VI confirme saint Thomas d'Aquin, principal patron de la ville et du diocèse d'Aquino.

### Diocèse de Sora
Selon la tradition, la propagation du christianisme remonte aux premiers siècles du christianisme comme en témoignent les vies des saints Julien et Restitute, qui subissent le martyre aux IIe et le IIIe siècle. Saint Amase est connu comme premier évêque mais sans preuve. Le premier document sur le diocèse de Sora remonte à la fin du Ve siècle avec l'évêque Giovanni, qui est mentionné dans une lettre du pape Gélase Ier (492-496). Son successeur probable est l’évêque Sebastian, qui prend part aux conciles de 501 et 502 organisés par le pape Symmaque. L'évêque Valérian participe au concile de Rome réuni par le pape Agathon en 680 pour condamner le monothélisme. Ensuite les évêques de Sora ne sont plus connus jusqu'à la fin du Xe siècle à la suite des différentes destructions de la ville par les Lombards, cité par Grégoire 1er dans ses écrits. En 966, Sora figure dans la liste des diocèses suffragants de l'archidiocèse de Capoue établie par le pape Jean XIII ; au siècle suivant, cependant, Giovanni est consacré évêque de Sora par le pape Grégoire VII (vers 1073-1074) ; dans le Liber censuum Romanae Ecclesiae de la fin du XIIe siècle, Sora est noté parmi les diocèses immédiatement soumis au Saint-Siège, statut toujours maintenu à ce jour.
Au XIe siècle, les moines bénédictins contribuent à la renaissance religieuse du territoire. Trois évêques de Sora sont bénédictins. De plus, en 1011, saint Dominique fonde l'abbaye éponyme (it). En 1110, le pape Pascal II définit les limites du diocèse de Sora. C'est probablement au XIIe siècle que le diocèse supprimé d'Atina (it) est annexé à Sora mais ensuite dans un privilège de 1195 parmi les possessions soumises à l'abbaye territoriale du Mont-Cassin. Le 9 octobre 1155, la cathédrale de Sora est solennellement consacrée par le pape Adrien IV, mais subit un terrible incendie l'année suivante, le premier de nombreux accidents qui abiment ou détruisent le bâtiment à plusieurs reprises, le dernier étant le tremblement de terre de 1915 et un incendie l'année suivante. L'évêque Guido (1229-1244) est l’une des figures les plus importantes de l’histoire de Sora. Il ose faire face à la colère de l'empereur Frédéric II qui assiège et détruit la ville en 1229 ; évêque et soldat, il n'hésite pas à rejoindre le peuple pour affaiblir l'arrogance de l'empereur souabe. Il meurt en fuite comme une bonne partie de la population de Sora.
À partir du XVIe siècle, les évêques de Sorano appliquent les réformes souhaitées par le concile de Trente. L'évêque Tommaso Gigli fonde officiellement le séminaire le 7 juin 1565, installé dans certaines salles du palais épiscopal. C'est Girolamo Giovannelli qui construit une nouvelle structure inaugurée en 1618. Il organise un synode diocésain et une visite pastorale qui aide à comptabiliser les églises et définir le territoire de la ville et du diocèse. Sora possède cinq paroisses : la cathédrale, Santa Restituta, San Bartolomeo où le futur cardinal Cesare Baronio (1538-1607) est baptisé, San Giovanni Battista, San Silvestro ; et trois instituts religieux : les frères mineurs conventuels de l'église de San Francesco, les capucins de l'église de Madonna degli Angeli, le collège des jésuites avec l'église de Santo Spirito.

### Diocèse de Sora-Cassino-Aquino-Pontecorvo
Le 27 juin 1818, par la bulle De utiliori du pape Pie VII, le diocèse de Sora est uni aeque principaliter à ceux d'Aquino et de Pontecorvo avec l'évêché à Sora. Le 30 septembre 1986, par le décret Instantibus votis de la Congrégation pour les évêques, les trois sièges sont pleinement unis et la nouvelle circonscription prend le nom de diocèse de Sora-Aquino-Pontecorvo.
Le 23 octobre 2014, en vertu du décret Ad Cassinum Montem de la Congrégation pour les évêques, le diocèse incorpore plus de 50 paroisses appartenant à l'abbaye territoriale du Mont-Cassin ; à la suite de ce changement, le diocèse ajoute le nom de Cassino et devient le diocèse de Sora-Cassino-Aquino-Pontecorvo. Le 9 juillet 2018, l'église mère de Cassino est élevée au rang de cocathédrale.